# (30839) 1991 GH1
1991 جي إتش 1 (ويعرف أيضًا باسم (30839) 1991 جي إتش 1 وفق تسمية الكوكب الصغير) (بالإنجليزية: 1991 GH1)‏ هو كويكب ضمن حزام الكويكبات؛ وترتيبه 30839 من حيث الاكتشاف.
اكتُشف هذا الجُرم الفلكي بواسطة هيروشي كانيدا في 11 أبريل 1991.

## وصلات خارجية
- (30839) 1991 GH1 في قاعدة بيانات مختبر الدفع النفاث لأجرام النظام الشمسي الصغيرة

- الاكتشاف · مخطط المدار ·  العناصر المدارية · المعلمات المادية

- (30839) 1991 GH1 على موقع ويكي سكاي: DSS2, SDSS, GALEX, IRAS, Hydrogen α, X-Ray, Astrophoto, Sky Map, Articles and images